# Treron sphenurus
Il piccione verde cuneato, piccione verde codacuneata o colombo sfenuro (Treron sphenurus Vigors, 1832) è un uccello della famiglia dei Columbidi diffuso dall'India settentrionale a Giava.

## Tassonomia
Comprende le seguenti sottospecie:
- T. s. sphenurus (Vigors, 1832) - Himalaya, Myanmar, Thailandia settentrionale, Laos settentrionale e Cina meridionale;
- T. s. delacouri Biswas, 1950 - Vietnam centrale;
- T. s. robinsoni (Ogilvie-Grant, 1906) - Malesia occidentale;
- T. s. etorques (Salvadori, 1879) - Sumatra;
- T. s. korthalsi (Bonaparte, 1855) - Giava, Bali, Lombok.